# تندیس زرین بهترین کارگردانی جشن سینمای ایران

## فهرست برندگان بهترین کارگردانی
|                | کارگردان          | فیلم                           |
| -------------- | ----------------- | ------------------------------ |
| ۱۳۷۶ (دوره ۱)  | داریوش مهرجویی    | لیلا                           |
| ۱۳۷۶ (دوره ۱)  | مجید مجیدی        | بچه‌های آسمان                   |
| ۱۳۷۶ (دوره ۱)  | احمدرضا درویش     | سرزمین خورشید                  |
| ۱۳۷۶ (دوره ۱)  | محمد بزرگ‌نیا      | طوفان                          |
| ۱۳۷۶ (دوره ۱)  | یدالله صمدی       | معجزه خنده                     |
| ۱۳۷۷ (دوره ۲)  | ابراهیم حاتمی‌کیا  | آژانس شیشه‌ای                   |
| ۱۳۷۷ (دوره ۲)  | کیانوش عیاری      | بودن یا نبودن                  |
| ۱۳۷۷ (دوره ۲)  | رخشان بنی‌اعتماد   | بانوی اردیبهشت                 |
| ۱۳۷۷ (دوره ۲)  | رسول ملاقلی‌پور    | نجات‌یافتگان                    |
| ۱۳۷۷ (دوره ۲)  | داریوش مهرجویی    | بانو                           |
| ۱۳۷۸ (دوره ۳)  | علیرضا داوودنژاد  | مصائب شیرین                    |
| ۱۳۷۸ (دوره ۳)  | پرویز کیمیاوی     | ایران سرای من است              |
| ۱۳۷۸ (دوره ۳)  | تهمینه میلانی     | دو زن                          |
| ۱۳۷۸ (دوره ۳)  | ابراهیم حاتمی‌کیا  | روبان قرمز                     |
| ۱۳۷۸ (دوره ۳)  | فریدون جیرانی     | قرمز                           |
| ۱۳۷۹ (دوره ۴)  | رخشان بنی‌اعتماد   | زیر پوست شهر                   |
| ۱۳۷۹ (دوره ۴)  | بهمن قبادی        | زمانی برای مستی اسب‌ها          |
| ۱۳۷۹ (دوره ۴)  | خسرو سینایی       | عروس آتش                       |
| ۱۳۷۹ (دوره ۴)  | احمدرضا درویش     | متولد ماه مهر                  |
| ۱۳۷۹ (دوره ۴)  | بهروز افخمی       | شوکران                         |
| ۱۳۸۰ (دوره ۵)  | بهرام بیضایی      | سگ‌کشی                          |
| ۱۳۸۰ (دوره ۵)  | کیومرث پوراحمد    | شب یلدا                        |
| ۱۳۸۰ (دوره ۵)  | مجید مجیدی        | باران                          |
| ۱۳۸۰ (دوره ۵)  | مازیار میری       | قطعه ناتمام                    |
| ۱۳۸۰ (دوره ۵)  | جعفر پناهی        | دایره                          |
| ۱۳۸۱ (دوره ۶)  | ابراهیم حاتمی‌کیا  | ارتفاع پست                     |
| ۱۳۸۱ (دوره ۶)  | ناصر رفایی        | امتحان                         |
| ۱۳۸۱ (دوره ۶)  | بهمن فرمان‌آرا     | خانه‌ای روی آب                  |
| ۱۳۸۱ (دوره ۶)  | رسول صدرعاملی     | من ترانه ۱۵سال دارم            |
| ۱۳۸۱ (دوره ۶)  | ابوالحسن داوودی   | نان، عشق و موتور ۱۰۰۰          |
| ۱۳۸۲ (دوره ۷)  | محمدعلی سجادی     | جنایت                          |
| ۱۳۸۲ (دوره ۷)  | احمد امینی        | این زن حرف نمی‌زند              |
| ۱۳۸۲ (دوره ۷)  | فرزاد مؤتمن       | شبهای روشن                     |
| ۱۳۸۲ (دوره ۷)  | فریدون جیرانی     | صورتی                          |
| ۱۳۸۲ (دوره ۷)  | تهمینه میلانی     | واکنش پنجم                     |
| ۱۳۸۳ (دوره ۸)  | بهمن قبادی        | لاک‌پشت‌ها هم پرواز می‌کنند       |
| ۱۳۸۳ (دوره ۸)  | عزیزالله حمیدنژاد | اشک سرما                       |
| ۱۳۸۳ (دوره ۸)  | حمید نعمت‌الله     | بوتیک                          |
| ۱۳۸۳ (دوره ۸)  | اصغر فرهادی       | شهر زیبا                       |
| ۱۳۸۳ (دوره ۸)  | داریوش مهرجویی    | مهمان مامان                    |
| ۱۳۸۴ (دوره ۹)  | رضا میرکریمی      | خیلی دور، خیلی نزدیک           |
| ۱۳۸۴ (دوره ۹)  | سیامک شایقی       | باغ فردوس، پنج بعد از ظهر      |
| ۱۳۸۴ (دوره ۹)  | کیانوش عیاری      | بیدار شو آرزو                  |
| ۱۳۸۴ (دوره ۹)  | بیژن میرباقری     | ما همه خوبیم                   |
| ۱۳۸۴ (دوره ۹)  | احمدرضا درویش     | دوئل                           |
| ۱۳۸۵ (دوره ۱۰) | اصغر فرهادی       | چهارشنبه‌سوری                   |
| ۱۳۸۵ (دوره ۱۰) | رسول ملاقلی‌پور    | میم مثل مادر                   |
| ۱۳۸۵ (دوره ۱۰) | ابوالحسن داوودی   | تقاطع                          |
| ۱۳۸۵ (دوره ۱۰) | سامان سالور       | چند کیلو خرما برای مراسم تدفین |
| ۱۳۸۵ (دوره ۱۰) | سامان مقدم        | کافه ستاره                     |
| ۱۳۸۶ (دوره ۱۱) | رخشان بنی‌اعتماد   | خون‌بازی                        |
| ۱۳۸۶ (دوره ۱۱) | محسن عبدالوهاب    | خون‌بازی                        |
| ۱۳۸۶ (دوره ۱۱) | نقی نعمتی         | آن سه                          |
| ۱۳۸۶ (دوره ۱۱) | کیومرث پوراحمد    | اتوبوس شب                      |
| ۱۳۸۶ (دوره ۱۱) | مازیار میری       | پاداش سکوت                     |
| ۱۳۸۶ (دوره ۱۱) | بهرام توکلی       | پابرهنه در بهشت                |
| ۱۳۸۷ (دوره ۱۲) | بهمن فرمان‌آرا     | خاک‌آشنا                        |
| ۱۳۸۷ (دوره ۱۲) | ابراهیم حاتمی‌کیا  | دعوت                           |
| ۱۳۸۷ (دوره ۱۲) | رضا میرکریمی      | به همین سادگی                  |
| ۱۳۸۷ (دوره ۱۲) | محمدعلی طالبی     | دیوار                          |
| ۱۳۸۷ (دوره ۱۲) | محمدعلی باشه‌آهنگر | فرزند خاک                      |
| ۱۳۸۸ (دوره ۱۳) | جایزه‌ای اهدا نشد. | جایزه‌ای اهدا نشد.              |
| ۱۳۸۹ (دوره ۱۴) | اصغر فرهادی       | دربارهٔ الی…                    |
| ۱۳۸۹ (دوره ۱۴) | واروژ کریم‌مسیحی   | تردید                          |
| ۱۳۸۹ (دوره ۱۴) | جلیل سامان        | وقت بودن (زندگی)               |
| ۱۳۸۹ (دوره ۱۴) | داریوش مهرجویی    | سنتوری                         |
| ۱۳۸۹ (دوره ۱۴) | بهرام بیضایی      | وقتی همه خوابیم                |
| ۱۳۹۰ (دوره ۱۵) | اصغر فرهادی       | جدایی نادر از سیمین            |
| ۱۳۹۰ (دوره ۱۵) | بهرام توکلی       | اینجا بدون من                  |
| ۱۳۹۰ (دوره ۱۵) | محمد بزرگ‌نیا      | راه آبی ابریشم                 |
| ۱۳۹۰ (دوره ۱۵) | علیرضا داوودنژاد  | مرهم                           |
| ۱۳۹۰ (دوره ۱۵) | رضا میرکریمی      | یه حبه قند                     |
| ۱۳۹۳ (دوره ۱۶) | محمدعلی باشه‌آهنگر | ملکه                           |
| ۱۳۹۳ (دوره ۱۶) | مانی حقیقی        | پذیرایی ساده                   |
| ۱۳۹۳ (دوره ۱۶) | پرویز شهبازی      | دربند                          |
| ۱۳۹۳ (دوره ۱۶) | اصغر فرهادی       | گذشته                          |
| ۱۳۹۳ (دوره ۱۶) | علی مصفا          | پله آخر                        |
| ۱۳۹۴ (دوره ۱۷) | جمشید محمودی      | چند متر مکعب عشق               |
| ۱۳۹۴ (دوره ۱۷) | رخشان بنی‌اعتماد   | قصه‌ها                          |
| ۱۳۹۴ (دوره ۱۷) | شهرام مکری        | ماهی و گربه                    |
| ۱۳۹۴ (دوره ۱۷) | صفی یزدانیان      | در دنیای تو ساعت چند است؟      |
| ۱۳۹۴ (دوره ۱۷) | مجید برزگر        | پرویز                          |
| ۱۳۹۵ (دوره ۱۸) | سعید روستایی      | ابد و یک روز                   |
| ۱۳۹۵ (دوره ۱۸) | آیدا پناهنده      | ناهید                          |
| ۱۳۹۵ (دوره ۱۸) | وحید جلیلوند      | چهارشنبه ۱۹ اردیبهشت           |
| ۱۳۹۵ (دوره ۱۸) | ابراهیم حاتمی‌کیا  | بادیگارد                       |
| ۱۳۹۵ (دوره ۱۸) | محمدحسین مهدویان  | ایستاده در غبار                |
| ۱۳۹۶ (دوره ۱۹) | اصغر فرهادی       | فروشنده                        |
| ۱۳۹۶ (دوره ۱۹) | رضا میرکریمی      | دختر                           |
| ۱۳۹۶ (دوره ۱۹) | حمید نعمت‌الله     | رگ خواب                        |
| ۱۳۹۶ (دوره ۱۹) | رضا درمیشیان      | لانتوری                        |
| ۱۳۹۶ (دوره ۱۹) | محمدحسین مهدویان  | ماجرای نیمروز                  |
| ۱۳۹۷ (دوره ۲۰) | وحید جلیلوند      | بدون تاریخ، بدون امضاء         |
| ۱۳۹۷ (دوره ۲۰) | اصغر یوسفی‌نژاد    | خانه                           |
| ۱۳۹۷ (دوره ۲۰) | ابراهیم حاتمی‌کیا  | به وقت شام                     |
| ۱۳۹۷ (دوره ۲۰) | فریدون جیرانی     | خفه‌گی                          |
| ۱۳۹۷ (دوره ۲۰) | مانی حقیقی        | خوک                            |
| ۱۳۹۷ (دوره ۲۰) | رضا درمیشیان      | عصبانی نیستم!                  |
| ۱۳۹۸ (دوره ۲۱) | سعید روستایی      | متری شیش و نیم                 |
| ۱۳۹۸ (دوره ۲۱) | محسن امیریوسفی    | آشغال‌های دوست داشتنی           |
| ۱۳۹۸ (دوره ۲۱) | نیما جاویدی       | سرخ‌پوست                        |
| ۱۳۹۸ (دوره ۲۱) | نرگس آبیار        | شبی که ماه کامل شد             |
| ۱۳۹۸ (دوره ۲۱) | هومن سیدی         | مغزهای کوچک زنگ زده            |